# Rendiment de la xarxa
El rendiment de la xarxa (o només el rendiment, quan està en context) es refereix a la velocitat de lliurament de missatges a través d'un canal de comunicació, com Ethernet o ràdio de paquets, en una xarxa de comunicacions. Les dades que contenen aquests missatges es poden lliurar a través d'enllaços físics o lògics, o a través de nodes de xarxa. El rendiment es mesura normalment en bits per segon (bit/s o bps), i de vegades en paquets de dades per segon (p/s o pps) o paquets de dades per interval de temps.
El rendiment del sistema o el rendiment agregat és la suma de les taxes de dades que s'entreguen a tots els terminals d'una xarxa. El rendiment és essencialment sinònim de consum d'ample de banda digital; es pot determinar numèricament aplicant la teoria de la cua, on la càrrega en paquets per unitat de temps es denota com la taxa d'arribada (λ ), i la caiguda de paquets per unitat de temps es denota com la taxa de sortida (μ).
El rendiment d'un sistema de comunicació es pot veure afectat per diversos factors, incloses les limitacions del mitjà físic analògic subjacent, la potència de processament disponible dels components del sistema, el comportament de l'usuari final, etc. Quan es tenen en compte diverses despeses generals de protocol, la taxa útil de transferència de dades pot ser significativament inferior al màxim rendiment possible; la part útil se sol anomenar goodput.

## Rendiment màxim
Els usuaris de dispositius de telecomunicacions, els dissenyadors de sistemes i els investigadors en teoria de la comunicació solen estar interessats a conèixer el rendiment esperat d'un sistema. Des de la perspectiva de l'usuari, sovint s'expressa com "quin dispositiu hi farà arribar les meves dades amb més eficàcia per a les meves necessitats?", o "quin dispositiu oferirà la majoria de dades per cost per unitat?". Els dissenyadors de sistemes solen estar interessats a seleccionar l'arquitectura o les restriccions de disseny més efectives per a un sistema, que impulsen el seu rendiment final. En la majoria dels casos, el punt de referència del que és capaç un sistema, o el seu "màxim rendiment" és el que interessa a l'usuari o dissenyador. El terme rendiment màxim s'utilitza amb freqüència quan es parla de proves de rendiment màxim d'usuari final.
El rendiment màxim és essencialment sinònim de capacitat d'ample de banda digital.

## Ús i eficiència del canal
El rendiment de vegades es normalitza i es mesura en percentatge, però la normalització pot provocar confusió sobre amb què està relacionat el percentatge. La utilització del canal, l'eficiència del canal i la taxa de caiguda de paquets en percentatge són termes menys ambigus.
L'eficiència del canal, també coneguda com a eficiència d'utilització de l'ample de banda, és el percentatge de la taxa de bits neta (en bit/s) d'un canal de comunicació digital que arriba al rendiment realment aconseguit. Per exemple, si el rendiment és de 70 Mbit/s en una connexió Ethernet de 100 Mbit/s, l'eficiència del canal és del 70%. En aquest exemple, les dades es transmeten a 70 Mbit cada segon.

## Factors que afecten el rendiment
El rendiment d'un sistema de comunicació estarà limitat per un gran nombre de factors. Alguns d'ells es descriuen a continuació:
- Limitacions analògiques
- Consideracions sobre el maquinari
- Consideracions multiusuari